# Keetia cornelia
Keetia cornelia là một loài thực vật có hoa trong họ Thiến thảo. Loài này được (Cham. & Schltdl.) Bridson mô tả khoa học đầu tiên năm 1986.